# Albion (počítačová hra)
Albion je počítačová RPG hra vydaná německou společností Blue Byte Software v roce 1995.

## Příběh
V roce 2227 je gigantická mezihvězdná loď Toronto vyslána na expedici k pouštní planetě, která by mohla skýtat množství nerostných surovin. Když se loď přiblíží, je vyslán malý člun, aby prozkoumal planetu podrobněji. Tento malý člun však kvůli technickým problémům ztroskotá a pilot Tom Driscoll spolu s xenobiologem Rainerem Hoffstetem jsou zachráněni zdejšími inteligentními bytostmi Iskaii. Toronto je loď uzpůsobená k přistání a následné těžbě, která by však tuto planetu zničila. Tom je s Rainerem nucen informovat posádku Toronta a zabránit zničení živé planety. To však nebudou mít jednoduché.

## Herní systém
Hráč může ovládat skupinu až šesti lidí, v čele s Tomem Driscollem, jako hlavní postavou. Zprvu je složení skupiny pevně dané, ale později si může hráč částečně vybrat. Každá postava má několik schopností a dovedností, které si může vycvičit. Na Albionu existuje magie, a některé postavy proto mají magické schopnosti.

### Boj
Boj se dělí na tahy, na začátku každého tahu hráč nastaví všem postavám, co mají dělat, a poté jen sleduje probíhající kolo. Bojové pole je rozděleno na 36 čtverců s možností diagonálních akcí.

### Grafika
Hra se z grafického hlediska dělí na města, divočiny a dungeony. Ve větších oblastech, zejména divočinách, je obvyklá ptačí perspektiva a ve městech a dungeonech pohled první osoby.

## Distribuce
Hra je momentálně k sehnání na portálu GOG.com za budgetovou cenu.
Protože tuto hru již jinak v podstatě nelze koupit (ani od výrobců), tolerují její autoři a distributor zařazení Albionu mezi tzv. „abandonware“ (opuštěné programy). Je tedy možné si ji „pololegálně“ stáhnout na internetových stránkách, které abandonware shromažďují a nabízejí ke stažení. Není to legální v pravém slova smyslu - výrobce o tom ví a nic proti tomu nepodniká, což ovšem neznamená, že je to správné.